# 漁生浦島
漁生浦島（りょうぜがうらしま）は、五島列島を構成する島の一つである。行政区分は長崎県南松浦郡新上五島町に属する。

## 概要
両隣の若松島とは漁生浦（りょうせうら）大橋、有福島とは防波堤でそれぞれつながっている。
2004年の新上五島町誕生前は旧若松町の六つの島の一つで、特に日島と有福島は水道管が他島と接続していなかったため、貯水池を水源にしていたが、夏場に水不足が発生することもあった。
陸路は住民の悲願だったが、旧若松町では橋ではなく漁業施設を整備するとともに防波堤を建設することで漁港漁場整備法に基づく臨港道路として工事に着手することが可能になった。その結果、1970年度に漁生浦島 - 有福島間の護岸（南防波堤、全長345m）、1978年度に有福島 - 日島間の護岸（北防波堤、全長221m）が完成し、長崎県道日ノ島猿浦線の一部となり、臨港道路とすることで町が管理する道路となった。
1991年の若松大橋（若松島 - 中通島間）の完成により中通島まで地続きになった。

五島列島

- 面積 - 0.65km2
- 人口 - 39人

島内に公共施設はない。

## 交通
西肥バス若松港から若松島内線で約25分。島内には漁生浦バス停がある。